# جورج باندا
جورج باندا (3 مارس 1992 في زيمبابوي - ) (بالإنجليزية: George Banda)‏ هو لاعب كريكت زيمبابوي.

## وصلات خارجية
- جورج باندا على موقع إي آس بي آن كريك إنفو (الإنجليزية)